# Thomas Coke, 2. Earl of Leicester

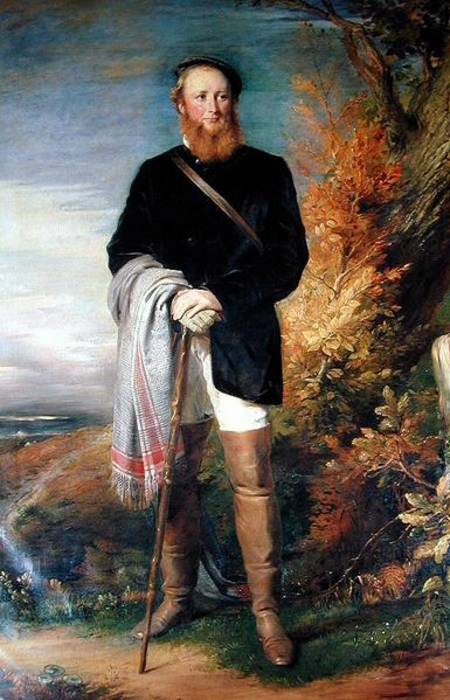
Thomas Coke, 2. Earl of Leicester, 1858

Thomas William Coke, 2. Earl of Leicester KG (* 26. Dezember 1822 in Holkham Hall, Norfolk; † 24. Januar 1909 ebenda) war ein britischer Peer.

## Leben

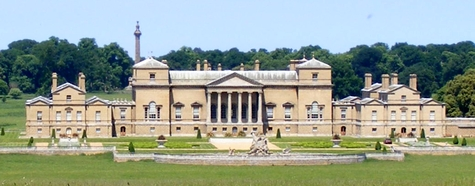
Holkham Hall, Familiensitz des Earls of Leicester.

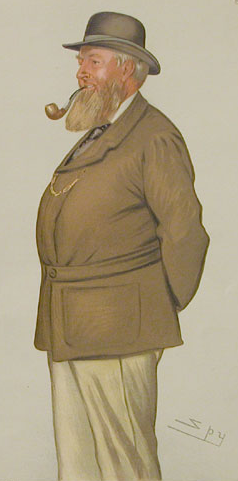
Thomas Coke, 2. Earl of Leicester, von Leslie Ward, 1883

Er war der älteste Sohn von Thomas William Coke, 1. Earl of Leicester, aus dessen zweiter Ehe mit Lady Anne Amelia Keppel, Tochter des William Keppel, 4. Earl of Albemarle. Beim Tod seines Vaters erbte er 1842 dessen Adelstitel als Earl of Leicester und Viscount Coke sowie dessen umfangreiche Ländereien einschließlich des Familiensitzes Holkham Hall. Mit den Adelstitel war auch ein Sitz im House of Lords verbunden.
Er besuchte das Eton College und das Winchester College. Wie sein Vater setzte er sich für die Verbesserung der Agrarwirtschaft ein. In 1847 trat er dem Marylebone Cricket Club bei und wurde im Folgejahr ihr Präsident. Aktiv Cricket spielte er einzelne Spiele für Norfolk.
Er hatte von 1846 bis 1906 die Ämter des Lord Lieutenant von Norfolk und des Custos Rotulorum von Norfolk inne. Von 1866 bis 1871 Siegelbewahrer (Keeper of the Privy Seal) des Prince of Wales und Mitglied des Council of the Duchy of Cornwall. 1873 wurde er als Knight Companion in den Hosenbandorden aufgenommen. Zeitweise fungierte er auch als Deputy Lieutenant von Norfolk und als Justice of the Peace für Norfolk.
Als er 1909 starb, erbte sein gleichnamiger ältester Sohn aus erster Ehe seine Adelstitel.

## Ehen und Nachkommen
Coke heiratete am 20. April 1843 in erster Ehe Juliana Whitbread (1825–1870), Tochter von Samuel Charles Whitbread. Sie hatten neun Kinder:
- Lady Julia Coke (1844–1931) ⚭ 1864 Mervyn Wingfield, 7. Viscount Powerscourt;
- Lady Anne Coke (1845–1876) ⚭ 1874 Maj.-Gen. Edmund Manningham-Buller;
- Lady Gertrude Coke (1847–1943) ⚭ 1866 Charles Murray, 7. Earl of Dunmore;
- Thomas William Coke, 3. Earl of Leicester (1848–1941) ⚭ 1879 Hon. Alice White;
- Lady Mary Coke (1849–1929) ⚭ 1879 William Legge, 6. Earl of Dartmouth;
- Lady Winifred Coke (1851–1940) ⚭ 1873 Robert Clements, 4. Earl of Leitrim;
- Lady Margaret Coke (1852–1922) ⚭ 1874 Henry Strutt, 2. Baron Belper;
- Lady Mildred Coke (1854–1941) ⚭ 1878 Thomas Anson, 3. Earl of Lichfield;
- Hon. Wenman Coke (1855–1931), Lieutenant-Colonel der Rifle Brigade, starb unverheiratet.

In zweiter Ehe heiratete Coke am 26. August 1875 Georgina Cavendish, Tochter von William Cavendish, 2. Baron Chesham. Sie hatten sieben Kinder:
- Hon. Richard Coke (1876–1964), Major der Scots Guards, ⚭ (1) 1907–1927 Doreen O’Brien, Nichte von Alicatten White, ⚭ (2) 1932 Elizabeth Vera Catherine Alice de Beaumont;
- Lady Mabel Coke (1878–1967) ⚭ 1929 James Luddington;
- Hon. Edward Coke (1879–1944), Lieutenant-Colonel der Rifle Brigade, starb unverheiratet;
- Hon. Sir John (Jack) Spencer Coke (1880–1957), Major der Scots Guards, ⚭ 1907 Hon. Dorothy Levy-Lawson, Tochter von Harry Levy-Lawson, 1. Viscount Burnham;
- Hon. Reginald Coke (1883–1969), Captain der Scots Guards, ⚭ 1924 Katharine Ryder, Enkelin von Henry Ryder, 4. Earl of Harrowby;
- Hon. Henry Coke (1888–1892);
- Hon. Lovel William Coke (1893–1966), Commander der Royal Navy, starb unverheiratet.